# Heimiswil
Heimiswil est une commune suisse du canton de Berne, située dans l'arrondissement administratif de l'Emmental.

Photo aérienne par Walter Mittelholzer (1923)

## Monuments et curiosités
Plusieurs fermes bien conservées au centre du village.
L'église réformée Sainte-Marguerite à nef unique fut construite en 1703-04 par Samuel Jenner. Le presbytère contemporain est un bâtiment crépi avec toit en croupe à pans.